# 圆蚶蜊
圆蚶蜊（学名：Glycymeris rotunda）为蚶蜊科蚶蜊屬下的一个种。
是魁蛤目蚶蜊科蚶蜊属的一种。主要分布于韩国、中国大陆、台湾，常栖息在东海大陆架（水深78－147米）、潮下带30－300米。